# KwaZulu
Il KwaZulu era un bantustan in Sudafrica durante il periodo dell'apartheid. Creato nel 1970, doveva essere un'entità semi-indipendente in cui avrebbero dovuto trasferirsi tutti gli Zulu residenti nel territorio sudafricano. La capitale fu dapprima Nongoma, poi, dal 1980, Ulundi.
Capo del KwaZulu era Mangosuthu Buthelezi, leader del Partito della Libertà Inkata. Nel 1994 il KwaZulu fu abolito e fuso con il circostante territorio della provincia del Natal, creando la nuova provincia di KwaZulu-Natal.